# Melas Dorsa
I Melas Dorsa sono una struttura geologica della superficie di Marte.